# چارلز برود
چارلز برود (انگلیسی: Charles Broad؛ ۲۹ دسامبر ۱۸۸۲ – ۲۳ مارس ۱۹۷۶) فرمانده نظامی اهل بریتانیا بود. وی برندهٔ جوایزی همچون نشان حمام و نشان سلطنتی ویکتوریایی شده است.